# Офтедал, Стине Бредал
Стине Бредал Офтедал (норв. Stine Bredal Oftedal; род. 25 сентября 1991, Осло) — норвежская гандболистка, разыгрывающий и правый полусредний. Олимпийская чемпионка (2024), трёхкратная чемпионка мира (2011, 2015, 2021) и пятикратная чемпионка Европы (2010, 2014, 2016, 2020, 2022) в составе сборной Норвегии. Игрок года ИГФ (2019).

## Карьера

### Клубная
Воспитанница школы клуба «Нит-Хак Ниттедал», выиграла с ним в 2005 году Кубок Партилле (крупнейший юношеский мировой турнир). В 2007 году перешла в «Фьелльхаммер», дебютировав в его составе в возрасте 16 лет. В сезоне 2007/2008 в 16 играх забила 50 голов. В 2008 году перешла в «Стабек». С сезона 2013/2014 играла за французский «Исси Париж», по окончании сезона награждена призом MVP чемпионата Франции. С 2017 по 2024 год играла за венгерский «Дьёр», где и завершила карьеру.

### В сборной
В сборной сыграла 200 матчей и забила 541 мяч. Дебютировала 26 ноября 2010 матчем с Исландией. Чемпионка Европы 2010 (не сыграла там ни одного матча, вместо неё играла Линн Суллан) и 2014 годов, чемпионка мира 2011 и 2015 годов, серебряный призёр чемпионата Европы 2012 года. Чемпионка мира 2010 года среди девушек до 20 лет.
Финальный матч олимпийского турнира 2024 года Норвегия — Франция (29:21) стал последним для Стине Офтедал в сборной и в карьере.

## Личная жизнь
Есть младшая сестра Ханна (род. 1994), выступавшая вместе со Стине в «Исси-Пари Ханд». В 2019 году Ханна, сыгравшая два матча за сборную Норвегии, завершила карьеру.
Стине окончила Норвежскую школу менеджмента. Ранее занималась лёгкой атлетикой (метанием копья), личный рекорд — 32,08 м (установлен ей незадолго до наступления 14 лет).
Находится в отношениях с гандболистом Руне Дамке.